# Gedefroy de Bar
Gedefroy de Bar, ou Geoffroy Barbeau (né à Bar-sur-Seine et mort le 21 août 1287 à Rome) est un cardinal français du XIIIe siècle.

## Biographie
Gedefroy de Bar est doyen de l'église de Saint-Quentin et chanoine, archidiacre vers 1267 et doyen en 1274 du chapitre de Paris. 
Le pape Martin IV le crée cardinal lors du consistoire du 12 avril 1281. Il participe au conclave de 1285 (élection d'Honoré IV). Il meurt de la peste à Rome en 1287.